# Postamerický svět
Postamerický svět je dílo autora Fareeda Zakarii. Jedná se o knihu plnou ekonomických teorií a politologických analýz. Fareed Zakaria je politolog původem z Indie, který v roce 1982 odešel studovat do USA, usadil se tam, založil rodinu a stal se americkým občanem. Kniha Postamerický svět je, stejně jako knihy jeho učitele Samuela Huntingtona, reakcí na rok 1989, kdy se zhroutil východní blok.

## Okolnosti vzniku díla
Kniha Postamerický svět byla poprvé vydána v roce 2008 v době amerických prezidentských voleb. Kniha má kromě roku 1989 návaznost také na rok 2001, kdy po teroristických útocích Amerika zaútočila na Afghánistán, kde zdůraznila svoji moc a sílu, a také na následné zahájení války v Iráku (Zakaria původně podpořil americký zásah v Iráku, postupem času se však stal jeho kritikem a zdůrazňoval to, co pro USA, ale i blízkovýchodní region znamenal). Zakaria v Postamerickém světě popisuje přesun moci, kterou získali Spojené státy americké po roce 1989, směrem k Asii a to konkrétně k Číně a Indii. Říká, že v budoucnu Spojené státy již nebudou hrát dominantní roli v globální ekonomice nebo kultuře, ale ne proto, že by došlo k jejich úpadku, ale proto, že zbytek světa bude na vzestupu a je jen na USA, jak se se změnou situace vypořádají.

## Dílo

### Kapitola první: Vzestup zbytku světa
První kapitola je jakýmsi úvodem knihy, naznačuje nám, jakým směrem se bude kniha ubírat, hovoří se zde o změnách rozložení moci za posledních pět set let, o vzestupu Anglie, Spojených států amerických a zbytku světa, tedy především o vzestupu Asie. Zakaria tento vzestup podkládá příklady, kdy nejvyšší budova světa již leží mimo americký kontinent, nejbohatší muž světa je Mexičan a největší obchodní korporace se nachází v Číně. Tento přesun moci nazývá přesunem k postamerickému světu a zároveň pokládá otázku, co můžeme od tohoto nového světa očekávat.

### Kapitola druhá: Pohár přetéká
Svět po roce 2000 je jiný, než jsme si ho před deseti či patnácti lety představovali. Nikdo netušil, že v letech 2000 – 2007 vzroste světové hospodářství nejrychleji za posledních čtyřicet let. To znamená, že poprvé v historii jsme svědky skutečně celosvětového růstu. Ten vytváří mezinárodní systém, v němž se země ze všech částí světa mění v plnohodnotné hráče. Navíc prosperita nových ekonomicky silných zemí je poháněna silou jejich vlastního trhu, ne jen silou exportu Západu. To značí zrod opravdového globálního řádu.
Éra, kdy po rozpadu Sovětského svazu dominovaly Spojené státy, se pomalu blíží ke konci. Nicméně rozpad Sovětského svazu a krach plánovaného hospodářství, je největší ekonomickou událostí moderní doby. Rozpad svazu má za následek rozšiřování kapitalismu volného trhu – díky tomu bohatnou téměř všechny státy a tím pádem také mají na udržení stávajícího uspořádání zájem. Dnes se díky světovému obchodu rychle zvětšuje význam zemí jako je Čína, Indie, Rusko, Brazílie a Mexiko – tyto země mají důležitý faktor k tomu stát se světovými velmocemi – mají velkou populaci a nízké startovní náklady.

### Kapitola třetí: Nezápadní svět?
Evropa a Spojené státy americké jsou označovány jako svět Západu, svět, jehož dominance trvala pět set let. V budoucích několika letech tato dominance skončí, tři ze čtyř největších světových ekonomik bude mít kromě Spojených států Japonsko, Čína a Indie, tedy státy nezápadní. Proč tomu tak je a má v tom Západ svou roli? Nezápadní státy se otevírají vlivu Západu a přebírají od něj nápady na podnikání, zábavu, sport i styl oblékání, nezápadní státy se modernizují a rozdíly mezi kdysi moderním Západem a nezápadní civilizací se stírají. Kromě výše zmíněných věcí se začaly všude podobat i vládní instituce a centrální banky.
Vliv Západu vyvolá v nezápadních zemích i sociální změny, ženy se stanou více nezávislé na mužích, překoná se hierarchie založená na věku, náboženství či tradici a nezápadní společnost bude stále více připomínat společnost v Evropě a Americe. Známky modernity můžeme vidět na příkladu indické nebo japonské ženy, kdy jejich tradiční úbor sárí a kimono, si vezme jen při slavnostních příležitostech a proč taky ne? Každá žena vám odpoví, že nošení kalhot a halenek je mnohem pohodlnější a rychlejší, než se oblékat do upjatých a nařasených tradičních oděvů. Vše je dáno tím, že lidé zpohodlněli a odkládají svůj původní a tradiční způsob života a přizpůsobují se čím dál více moderní době.

### Kapitola čtvrtá: Vyzývatel
Kapitola Vyzývatel se věnuje Číně a její ekonomice. Čína je příkladem nejúspěšnějšího hospodářského rozvoje v lidských dějinách. Za posledních třicet let vzrostla její ekonomika o více než 9 % za rok a značně snížila svoji chudobu. Je největším producentem uhlí, oceli a cementu. Vlastní také největší hotovost na světě dosahující 1,5 bilionu dolarů. Podle Zakarii však Čína nenahradí Spojené státy v roli supervelmoci, nicméně podle výše zmíněných měřítek se stala druhou nejvýznamnější zemí světa.
Problémem Číny byl v minulosti její přísný komunistický režim, i dnes je Čína komunistická ovšem Peking již otevřeně schvaluje kapitalismus. Lidé taky mají více svobody a více možností než dříve. Je možné, že díky sociálním změnám a ekonomickým reformám dojde v Číně ke změně politického režimu a Čína se tak stane demokratickou zemí, tyhle změny se uskuteční díky přijetí kapitalismu. Čínská vláda má situaci zatím pevně v rukou, ekonomika jim při stávající situaci funguje, lidé se stávají více a více bohatými, ale tím pádem se v zemi prohlubují více a více rozdíly mezi chudým venkovem a bohatými městy.

### Kapitola pátá: Spojenec
Kapitola Spojenec se zabývá dalším nově ekonomicky významným státem – Indií. Když si srovnáme Čínu a Indii, tak Indie je v mnoha ohledech přesným opakem Číny. Je to nejstarší asijská demokracie. Měla tu výhodu, že po Britech zdědila soudnictví, centrální banku, univerzity i administrativu. Nicméně podstatná část její infrastruktury je zoufale zastaralá a demokratická ústava ji neumožňuje přebudovat, jak to dělá velký severní soused.
Již v roce 2040 dosáhne třetí největší světové ekonomiky. Oproti Číně a vlastně celému průmyslovému světu má Indie do budoucna jednu obrovskou výhodu a to počet narozených obyvatel. Celosvětově obyvatelstvo stárne a tím pádem se snižují počty pracujícího obyvatelstva, Čína díky své politice jednoho dítěte bude mít stejný problém, ale Indie bude mít stále dostatek mladých pracujících lidí. Z toho plyne, že Indie si svoji budoucnost uměla zajistit.
Indie se mění, ačkoliv stále patří mezi země s nejvyšším výskytem chudých lidí, její ekonomika se dala do pohybu. Tomuto pohybu mimo jiné pomáhá i anglický jazyk, díky tomu, že Indie byla léta anglickou kolonií, jazyk je v zemi hluboce zakořeněn a mluví jím značná část obyvatelstva. Tím vytváří dobré podmínky pro zahraniční trh, velké firmy mohou do státu umisťovat svoje pobočky a jazyková bariéra nebude žádný problém. Problém s jazykem nemají ani studenti, kteří jsou schopni studovat na školách v Británii nebo Severní Americe a problém s jazykem nemá ani podnikatelská a manažerská třída.

### Kapitola šestá: Americká moc
Britské impérium v dobách své největší slávy ovládalo pomocí silného loďstva strategická místa po celém světě a díky koloniím více než čtvrtinu světa. Kdy, ale přišel ten zlomový okamžik, kdy Británie o své postavení ve světě přišla? Mnoho lidí se domnívá, že prvním impulsem k rozpadu impéria byla Búrská válka na počátku 20. století. Válku Britové s obtížemi vyhráli, ale přišli o desetitisíce vojáku a obrovské množství financí. Posledním symbolickým hřebíčkem do rakve britské ekonomika však byla druhá světová válka a do popředí se dostává ekonomika Spojených států amerických.
USA – supervelmoc a neporazitelné vojsko, které dosahuje vítězství v Afghánistánu a pouští se i do boje s Irákem – to je jen hrubý výčet americké moci. Je nutné si uvědomit, že právě po teroristických útocích 11. září a následné válce ztratily Spojené státy stovky miliard dolarů díky následné ekonomické panice. To je ten okamžik, kdy se Amerika začíná podobat Velké Británii. Právě irácká válka se nápadně podobá válce búrské, a i když stejně jako Británie nakonec válku vyhrála Amerika, důsledky pro ně i pro celý arabský svět jsou hrozivé. Nicméně podstatné je to, že i když se ekonomický růst USA změní – ekonomika Spojených států zůstane díky své dynamice konkurenceschopná.

### Kapitola sedmá: Role Ameriky
I když jsou Spojené státy oslabeny, jejich ekonomika čelí dlouhodobým problémům a měna slábne, zůstávají stále světovou supervelmocí. Fareed Zakria však neustále zdůrazňuje, že ekonomika Číny a Indie, jde neustále dopředu. Co se stane, až Spojené státy ekonomicky předběhnou, jaké možnosti USA zbývají? Odpověď je podle Zakarii jednoduchá, i kdyby ekonomika Spojených států už nepatřila mezi světovou jedničku, stále má jméno Spojené státy americké ve světě dobrý zvuk. Dnešní mezinárodní prostředí nepotřebuje vůdce, ale organizátora. A žádný jiný stát nemá takové prostředky, sílu a respekt jako Spojené státy. Spojené státy vymění v pomyslném světovém orchestru úlohu, ponechají první housle jiným a místo toho se stanou světovým dirigentem.